# Martin Anwander
Martin Anwander (* 9. November 1780 in Hindelang; † 30. Mai 1838 ebenda) war ein österreichischer Orgelbauer.

## Leben
Martin Anwander erlernte den Orgelbau vermutlich in der Werkstatt seines Vaters Johann Martin Anwander.

## Werkliste
| Jahr      | Ort             | Gebäude                       | Bild | Manuale | Register | Bemerkungen |
| --------- | --------------- | ----------------------------- | ---- | ------- | -------- | --- |
| 1798      | Lech am Arlberg | Alte Pfarrkirche              |      |         |          | Fertigstellung der von seinem Vater Johann Martin Anwander begonnenen Orgel, nicht erhalten, seit 1891 Orgel von Anton Behmann |
| 1804      | Forchach        | Expositurkirche Hl. Sebastian |      |         |          | |
| 1814      | Ofterschwang    | St. Alexander                 |      |         |          | |
| 1820      | Sonthofen       | St. Michael                   |      |         |          | nicht erhalten |
| 1832      | Aichach         | Mariä Himmelfahrt             |      |         |          | nicht erhalten, seit 2020 Orgel von Johannes Klais Orgelbau im Gehäuse aus 1907                                                |
| ca. 1832  | Zöblen          | Expositurkirche St. Josef     |      |         |          | |
| 1836      | Obermaiselstein | St. Katharina                 |      |         |          | |
| undatiert | Hägerau         | St. Sebastian und St. Rochus  |      |         |          | |
| undatiert | Schattwald      | Pfarrkirche                   |      |         |          | |